# Schlotheimia torquata
Schlotheimia torquata là một loài Rêu trong họ Orthotrichaceae. Loài này được (Sw. ex Hedw.) Brid. miêu tả khoa học đầu tiên năm 1812.